# Beatles Bop - Hamburg Days
Beatles Bop - Hamburg Days è una compilation dei Beatles e di Tony Sheridan pubblicata nel 2001 dalla casa discografica Bear Family Records. Contiene delle tracce che Sheridan registrò con l'allora sconosciuta band ad Amburgo nel 1961. È la raccolta più completa delle tante che sono state pubblicate: contiene tutte le tracce registrate in quel momento, con anche versioni alternative. Nonostante questo non ha avuto successo ed è stata cancellata dal catalogo.

## Storia
Durante il "periodo amburghese" della band, i Beatles spesso incontravano Tony Sheridan, una cantante e chitarrista inglese conosciuto sia in Germania che in Inghilterra. Di tanto in tanto improvvisavano con lui al posto della sua band di supporto ufficiale, chiamata The Jets. Alfred Schacht, manager della Polydor Records, doveva incontrare Sheridan, e lo vide suonare con i Beatles. Decise di far pubblicare un album a Tony Sheridan avendo come band di supporto i Beatles. La registrazione, prodotta da Bert Bert Kaempfert, venne svolta in una scuola tedesca il 22 giugno 1961, e da essa nacque l'album My Bonnie ed il singolo My Bonnie/The Saints, che fece scoprire i Beatles al loro futuro manager Brian Epstein.
Molte raccolte non pubblicate dalla EMI hanno attecchito materiale da My Bonnie. Oltre a questa, vi sono anche The Beatles with Tony Sheridan & Guests, Ain't She Sweet, The Beatles' First, Very Together, In the Beginning (Circa 1960) ed I Saw Her Standing There.

## Tracce
Disco 1
Tutte le tracce sono in versione mono.
1. My Bonnie – versione tedesca; varia l'introduzione
2. My Bonnie – versione inglese; varia l'introduzione
3. My Bonnie – versione senza introduzione
4. The Saints
5. Cry for a Shadow
6. Why (Can't You Love Me Again)
7. Nobody's Child
8. Ain't She Sweet
9. Take Out Some Insurance on Me, Baby/If You Love Me, Baby – medley
10. Sweet Georgia Brown
11. Sweet Georgia Brown – con un nuovo testo
12. Sweet Georgia Brown – versione americana
13. Take Out Some Insurance on Me, Baby/If You Love Me, Baby – versione americana; medley
14. Ain't She Sweet – versione americana
15. Nobody's Child – versione americana
16. My Bonnie – medley delle differenti versioni
17. The Saints – medley di varie versioni
18. Cry for a Shadow – medley di varie versioni
19. Cry for a Shadow – medley di varie versioni
20. Swanee River – versione con l'introduzione, non è suonata dai Beatles per la perdita del nastro con loro come gruppo d'appoggio
21. Swanee River – versione senza l'introduzione, non è suonata dai Beatles per la perdita del nastro con loro come gruppo d'appoggio

Disco 2
Contiene le stesse tracce del primo in versione stereo.

## Formazione
- Tony Sheridan: voce, chitarra solista
- John Lennon: voce ad Ain't She Sweet, cori, chitarra ritmica
- Paul McCartney: cori, basso elettrico
- George Harrison: cori, chitarra ritmica, chitarra solista ad Ain't She Sweet e a Cry For a Shadow
- Pete Best: batteria[1]
- Musicisti non accreditati: esecuzione di Swanee River